# Uniwersytet w Grenadzie
Uniwersytet w Grenadzie (hiszp. Universidad de Granada, UGR) – hiszpańska uczelnia publiczna w Grenadzie założona w 1531 przez cesarza Karola V Habsburga, jeden z najbardziej renomowanych uniwersytetów w Hiszpanii. W Akademickim Rankingu Uniwersytetów Świata opracowanym w 2023 przez Instytut Szkolnictwa Wyższego Uniwersytetu Jiao Tong w Szanghaju Uniwersytet w Granadzie jest wśród 300 najlepszych uczelni na świecie i 2 najlepszych uczelni w Hiszpanii.

## Historia
Uniwersytet w Grenadzie został założony w 1531 przez cesarza Karola V i zbudowany na wielowiekowej tradycji nauczania sięgającej madras z dynastii Nasridów z Granady. W XVI wieku Uniwersytet rozwijał się, rozbudowując swoją strukturę i stając się jedną z najbardziej uczęszczanych uczelni w Europie. W okresie XVII-XIX wieku Uniwersytet podupadł. W XIX wieku Uniwersytet przeszedł wewnętrzną reformę, utworzono nowe kierunki oraz otwarto ogrody akademickie służące studentom medycyny. Przeprowadzona w 1857 reforma akademicka, oddała uczelnię pod kontrolę państwa. Taki stan rzeczy utrzymał się do upadku dyktatury frankistów. Pod koniec XX wieku Uniwersytet zaczął być finansowany przez rząd Andaluzji, dzięki czemu uczelnia stała się mniej ekskluzywna i bardziej otwarta dla studentów.

## Struktura
Uniwersytet składa się z siedmiu kampusów, z czego pięć mieści się w mieście, a pozostałe w Ceucie i Melilii. Jest podzielony na 22 wydziały: 
- Wydział Sztuk
- Wydział Komunikacji i Dokumentacji
- Wydział Stomatologii
- Wydział Ekonomii i Biznesu
- Wydział Edukacji
- Wydział Edukacji i Nauk Sportowych (Kampus Melilla)
- Wydział Edukacji, Ekonomii i Technologii (Kampus Ceuta)
- Wydział Sztuk Pięknych
- Wydział Nauk o Zdrowiu
- Wydział Nauk o Zdrowiu (Kampus Ceuta)
- Wydział Nauk o Zdrowiu (Kampus Melilla)
- Wydział Stosunków Pracy i Zasobów Ludzkich
- Wydział Prawa
- Wydział Medycyny
- Wydział Farmacji
- Wydział Nauk Politycznych i Socjologii
- Wydział Psychologii
- Wydział Nauk Ścisłych
- Wydział Nauk Społecznych i Prawnych (Kampus Melilla)
- Wydział Pracy Socjalnej
- Wydział Nauk o Sporcie
- Wydział Tłumaczeń i Interpretacji

## Znani absolwenci
- Magdalena Biejat – wicemarszałek Senatu RP XI kadencji;
- Francisco Martínez de la Rosa – hiszpański polityk, dramaturg i poeta, premier Hiszpanii w XIX wieku;
- Pedro Antonio de Alarcón – hiszpański pisarz;
- Nicolás Salmerón – prezydent Pierwszej Republiki Hiszpańskiej;
- Antonio Muñoz Molina – hiszpański pisarz.